# Kizljar
Kizljar (ruski: Кизляр) je grad u Dagestanu,  Rusija, smješten u delti rijeke Tereka, 221 km jugozapadno od Mahačkale. 
Broj stanovnika: 
- 1959.:  25.600
- 1970.:  29.700
- 1979.:  31.300
- 1989.:  39.700
- 2000.:  45.100
- 2003.:  48.500

Narodnosni sastav Kizljara čine Rusi, Armenci, Čečeni te dagestanski narodi.
U Kizljarskom rajonu se od 1970. do 1989. broj Rusa smanjio 2 puta, a broj kavkaskih Avara i Lezga se udvostručio, Darginaca se povećao 3,5 puta a Lakaca čak 7 puta.
Kizljar se prvi put spominje 1609. godine. 1735. godine, ruska vlada je dala izgraditi tvrđavu u Kizljaru i postavila temelje za kavkasku utvrđenu granicu. 
U 18. i 19. stoljeću, Kizljar je bio jedna od trgovačkih postaja između Rusije i Bliskog Istoka te Srednje Azije. 
Početkom 19. stoljeća, Kizljar je postao središtem vinarstva i vinogradarstva.
Kizljarska tvornica vinjaka (ruski: Кизлярский Коньячный Завод) proizvodi razna alkoholna pića, ali uglavnom se specijalizirala za regionalnu inačicu vinjaka.